# Condado de Abásolo
El condado de Abásolo es un título nobiliario español creado por el rey Alfonso XIII en favor de Félix de Abásolo y Zuazo, diputado a Cortes, mediante real decreto del 10 de mayo de 1919 y despacho expedido el 26 de julio del mismo año.

## Condes de Abásolo
|                           | Titular                                | Periodo                   |
| Creación por Alfonso XIII | Creación por Alfonso XIII              | Creación por Alfonso XIII |
| ------------------------- | -------------------------------------- | ------------------------- |
| I                         | Félix de Abásolo y Zuazo               | 1919-1930                 |
| II                        | Cristina de Abásolo y Zuazo            | 1930-1937                 |
| Rehabilitación            |                                        |                           |
| III                       | María Edita de Loresecha y de Llauradó | 1962-1977                 |
| IV                        | José Joaquín de Ibarra y de Loresecha  | 1977-1991                 |
| V                         | José María de Ibarra y Miró-Sans       | 1991-hoy                  |

## Historia de los condes de Abásolo
- Félix de Abásolo y Zuazo, I conde de Abásolo, senador por la provincia de Palencia en las legislaturas 1921-1922, 1922 y 1923.[3] Le sucedió su hermana el 14 de junio de 1930:[2]

- Cristina de Abásolo y Zuazo (m. Bilbao, 15 de abril de 1937), II condesa de Abásolo. Soltera, sin descendencia. El título quedó vacante hasta que el 8 de marzo de 1962[4] fue rehabilitado por María Edita de Loresecha y de Llauradó.[2]

- María Edita de Loresecha y de Llauradó (m. Madrid, 9 de mayo de 1977[5]), III condesa de Abásolo, hija de Joaquín de Loresecha y Salazar, III marqués de Hijosa de Álava y Vizconde de Lara y  de su esposa María Andrea de Llauradó y Plá-Carreras,]].

Casó en primeras nupcias con José de Ibarra y de Montís, comandante de aviación, fallecido antes del 1940. En julio de 1946 contrajo un segundo matrimonio con Enrique de Ocerín.  Le sucedió su hijo del primer matrimonio el 20 de enero de 1978:
- José Joaquín de Ibarra y de Loresecha (m. Barcelona, 20 de febrero de 1991), IV conde de Abásolo, capitán de corbeta de la Armada, Cruz al Mérito Naval, caballero de la Orden de Malta y del Real Estamento del Principado de Gerona.[8]

Casó con Adela Miró-Sans y Ribas. Le sucedió su hijo el 29 de noviembre de 1991:
- José María de Ibarra y Miró-Sans, V conde de Abásolo,[2] caballero del Real Estamento del Principado de Gerona.

Casó con Isabel de Puig y de Olano. Dama de la Orden de Malta.